# Armata sovietică de ocupație din Basarabia și Bucovina în vara lui 1940

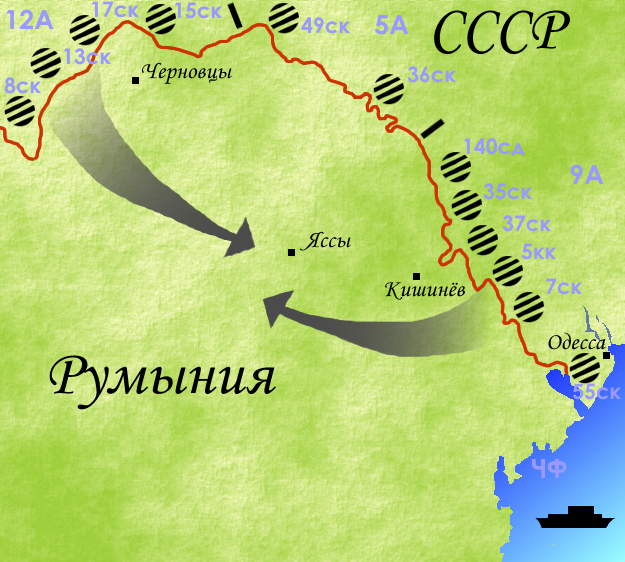
Planul operațional sovietic de invazie a Basarabiei şi Bucovinei

Armata sovietică de ocupație din România în vara lui 1940 a ocupat părți ale statului român după retragerea armatei române în urma ultimatumului din 28 iunie 1940 din partea Uniunii Sovietice.

## Localizare
Teritoriul român ocupat de ruși și Uniunea Sovietică era estul Moldovei (dintre Prut și Nistru, teritoriu cunoscut ca Basarabia) și partea nordică a regiunii Bucovina.

## Alcătuire
Armata sovietică s-a desfășurat și a ocupat poziții cheie între 28 iunie — 3 iulie 1940. Ea era formată din:
- 32 divizii de infanterie
- 2 divizii de infanterie motorizată
- 6 divizii de cavalerie
- 11 brigăzi de blindate
- 3 brigăzi aeropurtate
- 14 regimente de corpuri de artilerie
- 16 regimente de artilerie RGC
- 4 divizioane de artilerie.

Potrivit rușilor această desfășurare de forțe s-a soldat cu pierderea a 119 de oameni din care 29 morți, 12 răniți, 69 mutilați, 6 înecați.

## Operațiuni

### Evenimente precursoare

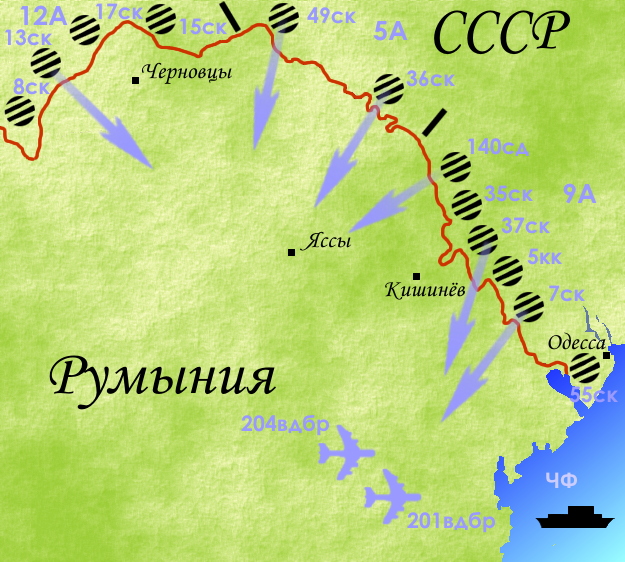
Ocupația sovietică a Basarabiei şi Bucovinei

În 1939 trupele sovietice au intrat în Polonia și Uniunea Sovietică a anexat Ucraina de Vest și Vestul Belarusului, ceea ce a alarmat Guvernul României. În 1940 România cedează germanilor utilizarea terenurilor petroliere de la Ploiești (singura zonă cu petrol cunoscută în Europa la acea vreme) în schimbul protecției politice și militare.
- 8 februarie 1940: autoritățile române au făcut apel către Germania cu privire la posibilitatea de agresiune din partea Uniunii Sovietice, dar Ribbentrop a declarat că germanii nu sunt interesați de poziția României și că exclude orice agresiunea sovietică împotriva românilor.
- 29 martie[1] 1940: Comisarul poporului pentru Externe, Viaceslav Molotov, a ținut în Sovietul Suprem al Uniunii Sovietice un discurs asupra raporturilor cu România, declarând: Dintre statele vecine din sud pe care eu le-am menționat, România este cea cu care noi nu avem un pact de neagresiune. Acest fapt se datorează existenței unei dispute nerezolvate, și anume problema Basarabiei, a cărei ocupare de către România, Uniunea Sovietică nu a recunoscut-o niciodată, deși noi nu am ridicat niciodată problema recâștigării Basarabiei prin mijloace militare. De aceea nu există nici un temei pentru înrăutățirea relațiilor sovieto-române. Este adevărat că, de mult timp, noi nu avem un ministru plenipotențiar în România, iar îndatoririle acestuia au fost îndeplinite de un însărcinat cu afaceri. Faptul acesta s-a datorat unor împrejurări specifice din trecutul apropiat.
- 30 martie 1940: prim-ministru al României și-a exprimat îngrijorarea cu privire la discursul lui Molotov și a plecat în Germania ca să influențeze opiniile URSS asupra Basarabiei, el a primit răspuns că securitatea din România depinde de performanța economică a obligațiilor statului român față de Germania.
- 6 aprilie 1940: Comisarul adjunct al afacerilor interne, comandantul Maslennikov a scris o scrisoare către Comisariatul Poporului din URSS în care spune că de la începutul anului 1940 până în luna aprilie a aceluiași an, dinspre partea română ar fi fost 25 atacuri asupra polițiștilor de frontieră sovietici, civili, sate și teritorii.[2]

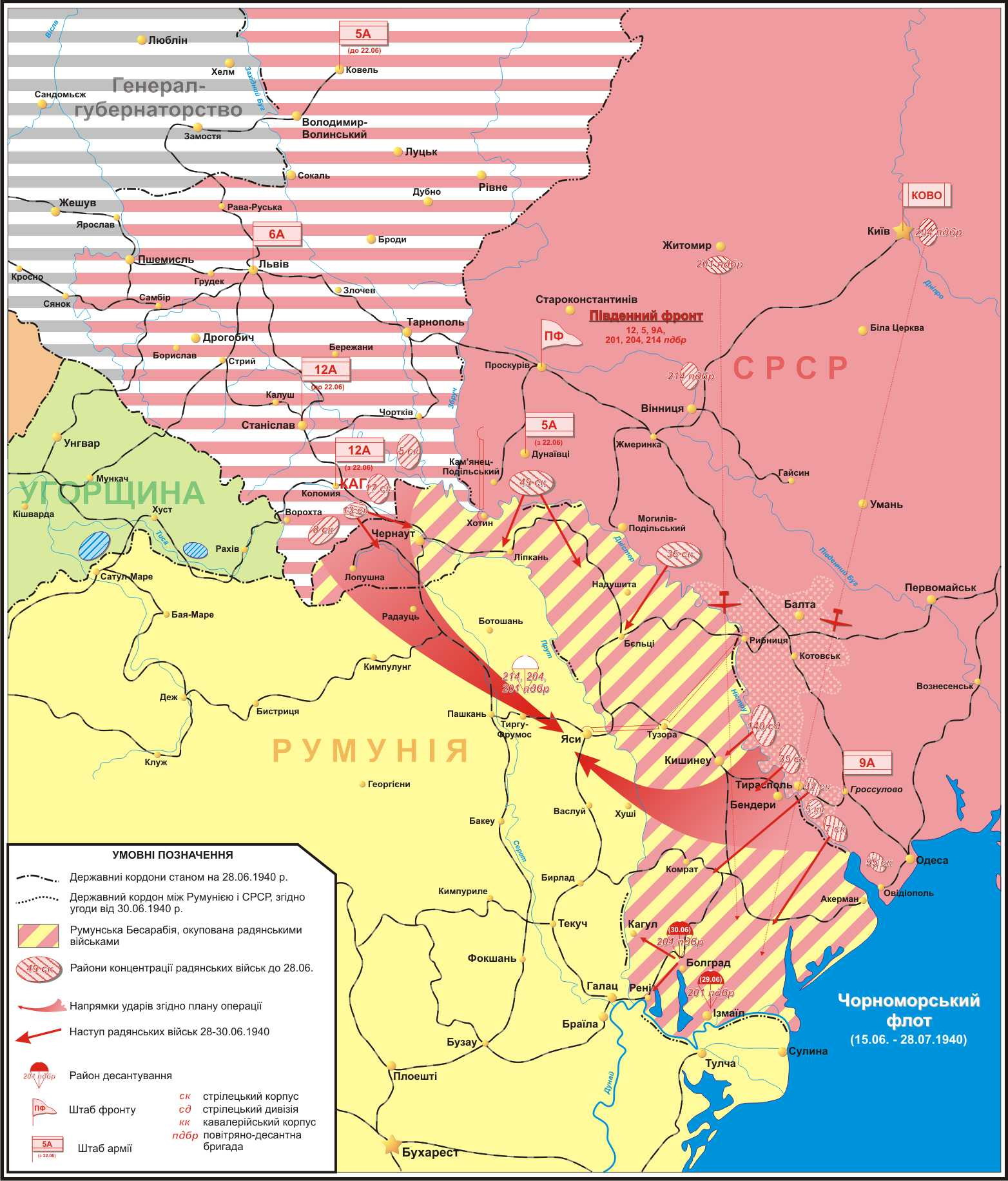
Armata sovietică de ocupație din Basarabia și Bucovina în vara lui 1940

- 11 mai 1940: sediul operațional al Districtului Militar Kiev a ordonat mobilizarea și realizarea unui set de hărți al zonelor de la frontieră română .
- 1 iunie 1940: între Germania și România are loc reuniunea de la Berlin: Germania declară neutralitatea sa în cazul unui atac sovietic asupra României. În aceeași zi, partea română a înaintat o propunere pentru a crește cifra de afaceri cu URSS, dar a fost respinsă de către partea sovietică. A fost rezolvat, de asemenea, un conflict cu avioanele sovietice care au zburat în spațiul aerian românesc aproximativ 62 km. Între timp se îmbunătățesc relațiile româno-germane. În România, pe principiul "petrol contra arme" germanii continua să furnizeze arme capturate de la polonezi. Începe militarizarea în România.
- 27 iunie 1940: în România a fost declarată mobilizarea armatei. În aceeași zi, Molotov a spus că în caz de nerespectare a cerințelor sovietice (transferul Bucovinei și Basarabiei către Uniunea Sovietică), trupele sovietice sunt pregătite să treacă granița română. Pe parcursul zilei, în apropiere de Moghilău-Podolski, aeronave ale Forțelor Aeriene Române au încălcat spațiul aerian sovietic de trei ori și au fost respinse înapoi spre frontieră. Seara târziu Consiliul Coroanei din România a evaluat poziția statului și a decis să îndeplinească cerințele Uniunii Sovietice. Mai mult, Germania a menționat faptul că modificarea granițelor va fi doar temporară, iar aceste teritorii vor deveni din nou parte din statul români. În același timp, 6.000.000 manifeste au fost tipărite de ruși pentru răspândirea asupra forțelor românilor și încărcate în aeronave. În noapte, trupele URSS erau gata de atac, finalizând pregătirile pentru o operație de trei zile a invaziei. Trupele din grupul de armate 12A situat în Ucraina, în zona Carpaților s-a desfășurat spre sud-est. Statul Major al Armatei sovietice este situat în Colomeea. Avea sub conducere grupurile 8sk, 13sk, 15sk, 17sk și un grup de cavalerie format din Armata a 2-a și 4kk. Trupele 5A erau dislocate în apropierea de Vinița, sediul lor era în Dunaevski. Trupele 9A cu sediul în satul Grossulovo s-au desfășurat de-a lungul frontierei româno-sovietice.

### Invadarea Basarabiei și Bucovinei în vara lui 1940

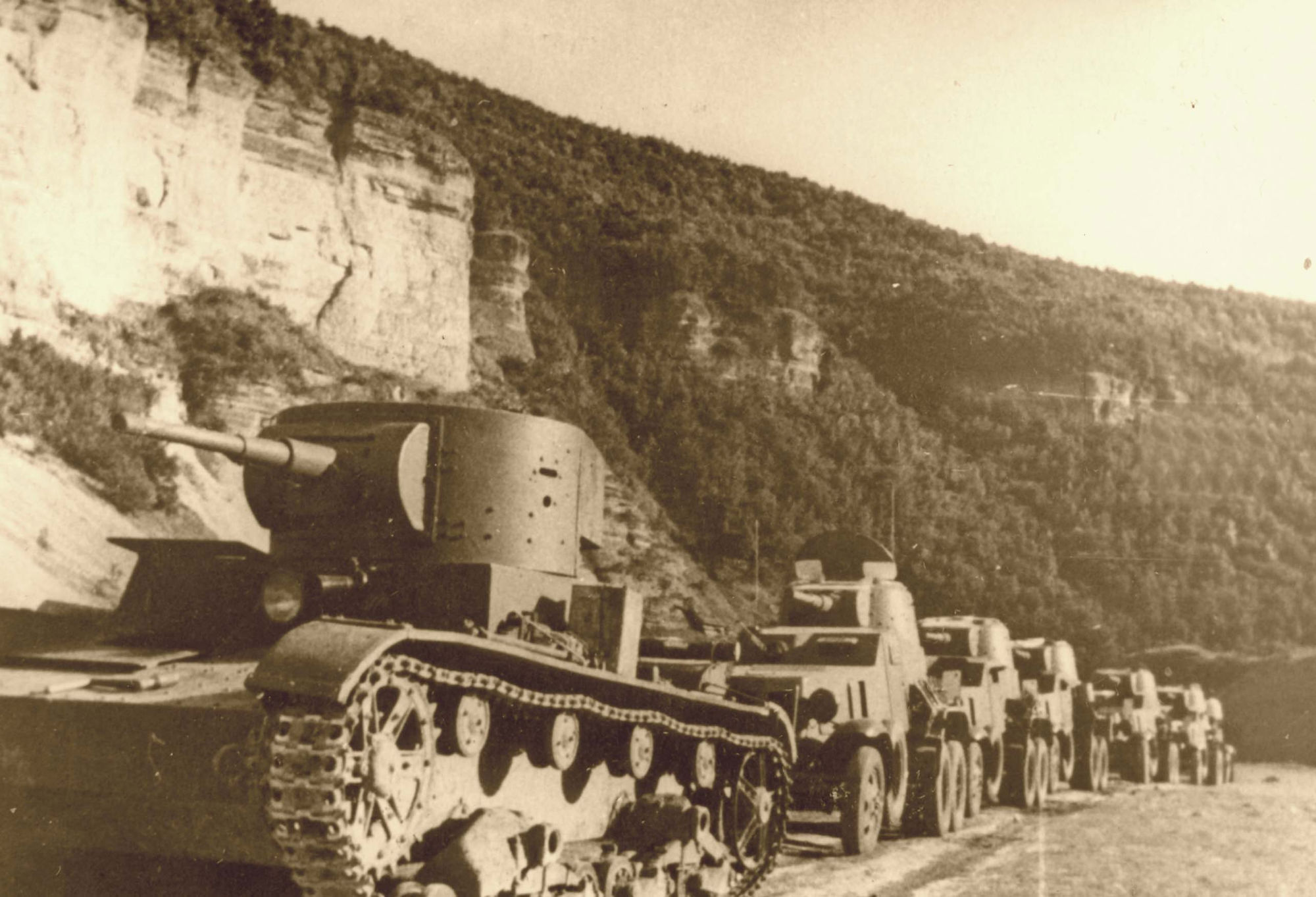
Intrarea unei coloane blindate sovietice în Basarabia.

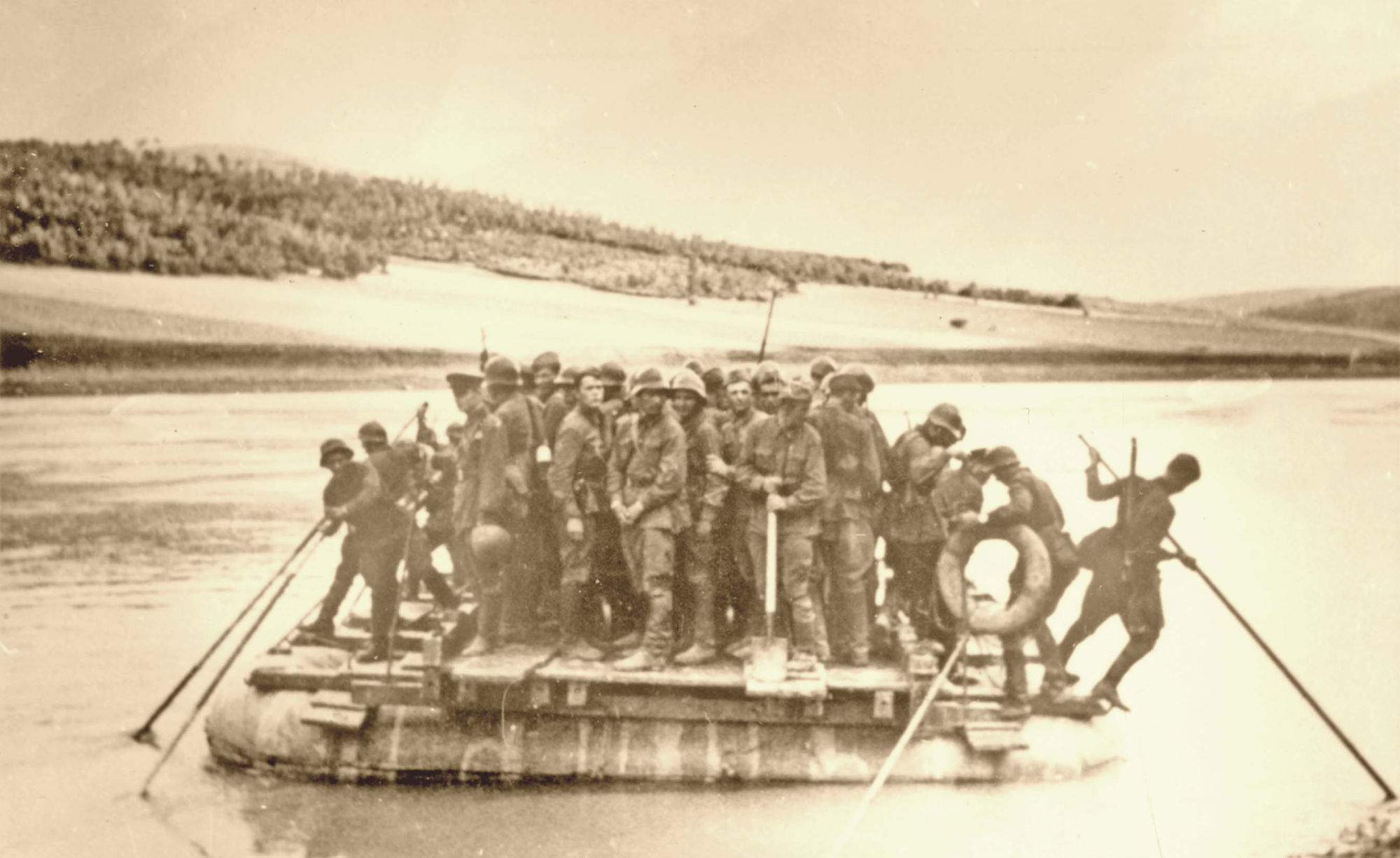
Trupe sovietice care traversează un râu.

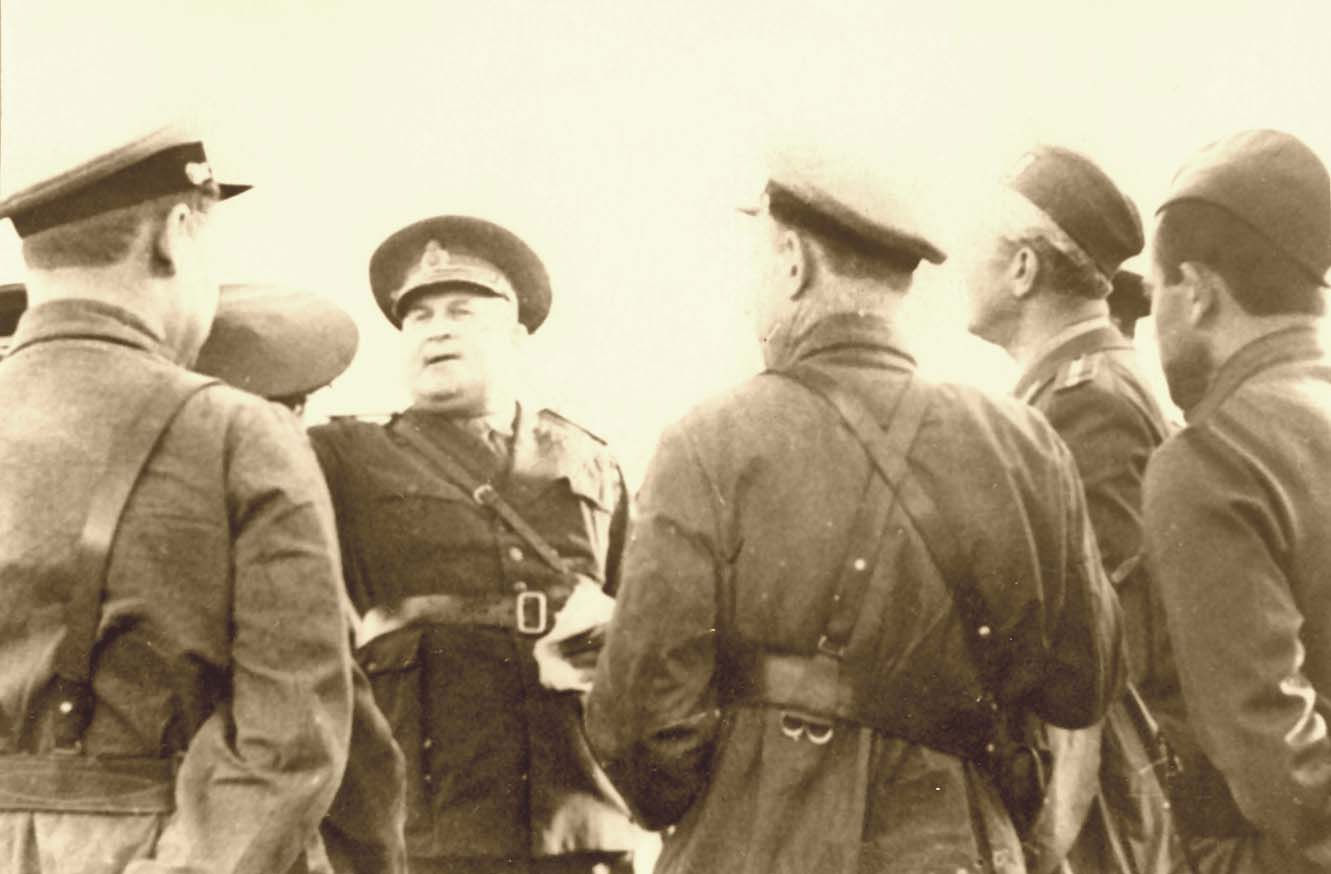
Negocieri între ofițerii sovietici și cei români.

- 28 iunie 1940: În noaptea de 28 iunie, Comitetului revoluționar provizoriu din Basarabia al Partidului Comunist Român s-a adresat populației cu un apel la calm și a cerut respectarea ordinii publice. În dimineața zilei pretutindeni au început să fie create comisii temporare de lucru, echipe și unitățile de miliție populare. Dimineața devreme ele au preluat controlul asupra societății și alte obiective importante, pentru ca să le protejeze de abuzuri ce au urmat în urma retragerii trupelor române. Deoarece conflictul sovieto-române părea rezolvat diplomatic trupele sovietice ale Frontului de Sud au început efectueze o operație pașnică de ocupație a teritoriilor române.
  - ora 09:00 Trupele române ce păzeau podul de cale ferată din Zalișcikî s-au retras.
  - ora 09:30 Românii s-au retras de pe pasarela de protecție de la Zalișcikî.
  - ora 10:00 Polițiștii români de la podul Sniatin au deschis focul pentru a protesta și s-au retras.
  - ora 10:20 Trupele sovietice au început să ocupe zona Zalișcikî.
  - ora 11:00 Ambasadorului român în Uniunea Sovietică, Gheorghe Davidescu a cerut guvernului sovietic să acorde încă câteva zile pentru evacuarea Basarabiei, datorită ploilor și inundațiilor. Solicitarea a fost respinsă.
  - ora 12:00 În Ovidiopol însoțit de doi marinari și un traducător, au ajuns mai mulți români, care au solicitat să se amâne introducerea trupelor sovietice în Basarabia și Bucovina. Cererea a fost respinsă.
  - ora 13:00 Polițiștii de frontieră sovietici au început să preia toate podurile de pe râurile Ceremuș, Prut și Nistru de la frontiera cu România.
  - ora 13:20 Trupele sovietice au ocupat posturile de pază abandonate de la frontiera română.
  - ora 14:00 Trupele sovietice ale Frontului de Sud au trecut frontiera cu România și au intrat adânc în Bucovina și Basarabia. O altă parte a acestuia a rămas defensiv pe pozițiile anterioare.
  - ora 15:30 Trupele sovietice din 169sd au trecut Nistrul pe la Moghilău-Podolski.
  - ora 15:45 Trupele sovietice au intrat în Hotin.
  - ora 16:00 Trupele sovietice au ocupat cele 16 pichete militare românești de pe malul drept al Nistrului. Cu toate acestea două pichete învecinate ale românilor nu au fost evacuate. Polițiștii de frontieră care erau acolo au luat poziții defensive.
  - ora 16:40 Unități sovietice de artilerie au traversat Nistrul în apropiere de Iampol.
  - ora 17:00 La Ismail românii au început să-și evacueze oamenii.
  - ora 18:00 Polițiștii de frontieră sovietice au ocupat un post de pază abandonat la frontiera românească, la Cotul Sucleia.
  - ora 18:30 Agenți de poliție de frontieră sovietici au ocupat pichetul Tihaia-Kuzma.
  - Până în seara zilei a fost creată o comisie mixtă Română-sovietică pentru a rezolva problemele în litigiu.
  - Trupele sovietice au ocupat în timpul zilei, Chișinău, Cernăuți, Bender, Bălți, Cetatea Albă.
  - ora 20:00 Trupele din brigada sovietică 204vd au primit ordine pentru ca dimineața următoare să aterizeze în orașul Bolgrad.
  - Invadarea sovietică a fost salutată de către populația rusofonă locală. În multe orașe și localități au avut loc mitinguri și demonstrații.
- 29 iunie 1940
  - ora 4:00 - a avut loc Incidentul armat de la Herța, în care două tancuri sovietice au atacat o baterie românească de artilerie
  - orele 08:00 - 9:30 99 de avioane TB-3 au zburat la Bolgrad cu trupe la bord.
  - orele 12:30 - 14:30 Orașul Bolgrad a fost ocupat de trupe
  - ora 18:15 Comandamentul trupelor de parașutiști a primit ordin să ocupe orașul Reni și Cahul. Pentru aceasta era necesar ca trupele să străbată o distanță de aproximativ 50 km.
  - ora 18:30 Trupele sovietice au ocupat complet Bolgrad. În seara acelei zile, trupele sovietice au ajuns la râul Prut și grănicerii stabiliți acolo pentru a verifica trupele române și eliminarea bunurilor jefuite, care aparțineau populației locale. În același timp însă și armata sovietică jefuia regiunea de bunuri.

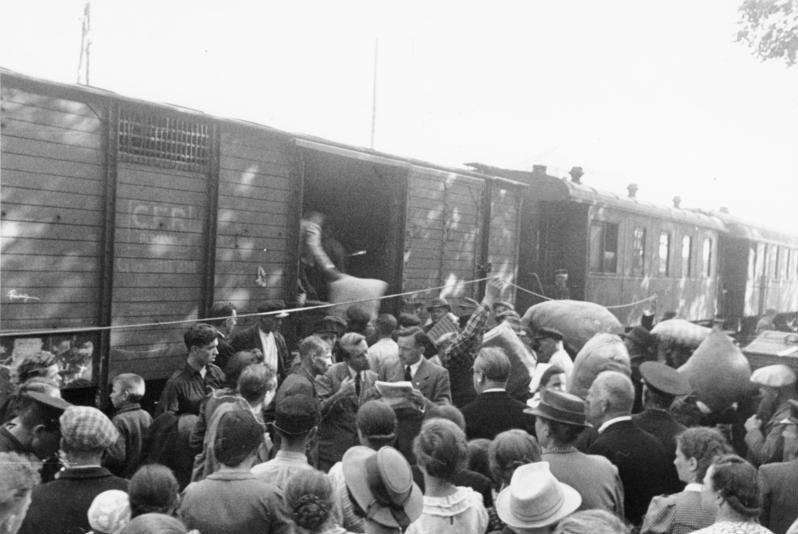
Evacuarea germanilor din Basarabia spre Galaţi

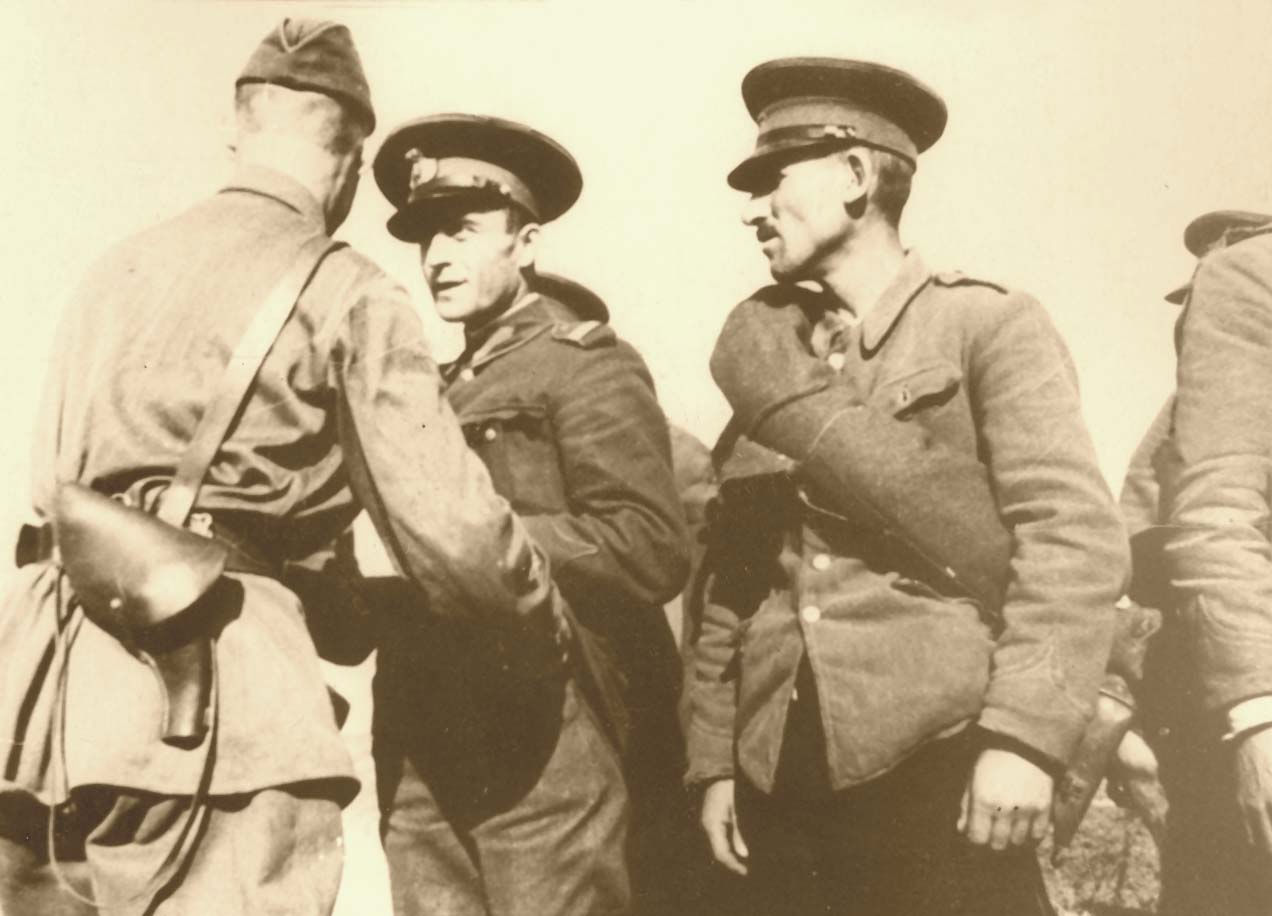
Dezarmarea trupelor române.

- - În Chișinău are loc o reuniune la care au participat circa 100 de mii de locuitori rusofoni din oraș și din satele vecine. Au vorbit N. S. Hrușciov, mareșalul P. K. Timoșenko și C. D. Burlachenko.[3]
- 30 iunie 1940:
  - În noapte, trupele sovietice au intrat în orașul Reni
  - ora 04:55 Orașul Ismail e ocupat de trupe
  - ora 09:35 De pe aerodromul Scomoroh au zburat 44 de manevre TB-3 spre Ismail. La bordul lor erau 809 parașutiști sovietici din care 3 au murit.
  - La mijlocul zilei, regimentele române de cavalerie 11 și 8 au deschis focul asupra sovieticilor
  - Spre seară trupele Frontului de Sud au ajuns la râul Prut pe noua graniță sovieto-română.
- 1 iulie 1940:
  - În noapte partea română a deschis focul. Un soldat sovietic a fost ranit. În dimineața zilei trupele sovietice din brigada 204vd au ocupat Cahul.
  - Guvernul din România a refuzat să garanteze granițele anglo-france stabilite în 1939, menționând că România nu a vrut război cu Uniunea Sovietică, ultima fiind parte agresoare.
  - A avut loc Incidentul armat de la Vicovu de Sus, în care un batalion de infanterie român a refuzat să se mai retragă și a ocupat o poziție de apărare
  - Ofițeri și soldați din Regimentul 3 Grăniceri și Regimentul 8 Artilerie din armata română au pregătit și au executat Pogromul de la Dorohoi. Pe data de 1 iulie 1940 soldatul evreu roman Iancu Solomon era înmormântat în cimitirul evreiesc din oraș. Acesta fusese împuscat de sovietici împreuna cu alți doi ofițeri romani. Conform protocolului militar, plutonul de onoare format din soldați evrei români și din soldați români a tras salve în onoarea soldatului Solomon și după aceea s-a îndreptat spre ieșirea din cimitir. Soldații evrei romani au fost întâmpinați de ofițeri ai Regimentului 3 Grăniceri care i-au dezarmat și i-au aliniat lângă gardul cimitirului unde au fost despuiați de uniforma militara și împuscați. Pentru a masca aceasta crimă, ofițerii Regimentului 3 Grăniceri au pus în bratele unuia dintre morți o mitralieră. Mai târziu aceiași ofițeri au afirmat că de fapt evreii au fost cei care au deschis focul asupra militarilor români.[4]. Ordinea a fost repusă în drept de alte trupe ale armatei române după ce generalul Constantin Sănătescu a descoperit, din întâmplare, atacul desfășurat împotriva soldaților români de origine evreiască și împotriva evreilor locali.
  - În seara zilei noua limită de pe Prut și Dunăre a fost pe deplin controlată de către trupele sovietice.
- 2 iulie 1940:
  - Lupta din capul de pod de la Giurgiulești, dintre o companie de tancuri românească și o coloană blindată sovietică
  - Partea română a cerut retrocedarea unor arme de fabricație sovietică și muniții lăsate în urmă în timpul retragerii din Basarabia
  - 22:00 Dinspre partea românească a frontierei în direcția sovietică s-au tras 6 focuri de armă.
- 3 iulie 1940:
  - ora 13:00 Din România în Uniunea Sovietică au fost deportați 134 de soldați, care anterior au fost mobilizați de pe teritoriul Basarabiei, care aparținea în acel moment României
  - ora 13:30 Lângă satul Valea Mare, polițiștii de frontieră sovietici au reținut și arestat pe cei care încercau să fugă în România peste Prut. Sovieticii deschid focul.
  - 14:00 Frontiera comună de la Prut și Dunăre a fost închisă definitiv. Soldații români care nu au avut timp să se retragă în România au fost arestat și dezarmași, o parte din ei au fost trimiși ulterior în gulag.[5]
  - În Chișinău a avut loc o paradă a trupelor sovietice, dar și demonstrații publice împotriva ocupației sovietice a Basarabiei.

## După terminarea planului de ocupație
- 4 iulie 1940: 2 companii românești au ajuns pe malul drept al Prutului și s-au poziționat defensiv în fața noii frontiere sovietice. Drept răspuns Uniunea Sovietică a trimis, în zona opusă trupelor române, tunuri și câteva blindate. Seara românii se îndepărtează de frontieră.
- 5 iulie 1940: Românii au primit un răspuns la cererea lor din 2 iulie în ceea ce privește retrocedarea armelor și munițiilor pierdute. Partea sovietică a declarat că nu este obligată să strângă și să înapoieze armele lăsate în urma retragerii.
- 6 iulie 1940: a avut loc Incidentul armat de la Putna, în care o subunitate sovietică a încercat să ocupe localitatea.

## Jaful produs de armata sovietică
Prada confiscată în Basarabia de armata sovietică era alcătuită din produse alimentare, bunuri, echipamente, arme și muniție: 
- puști și carabine: 52796 buc.
- pistoale: 4480 buc.
- tunuri: 1071 buc.
- mitraliere: 326 bucăți
- puști de calibru mic: 149 bucăți
- puști: 1080 buc
- mortiere: 40 buc
- tunuri antiaerienă: 6 buc.
- cartușe: 14296183 bucăți
- grenade: 34309 buc
- mine antitanc: 1512 buc
- camioane: 15 buc
- automobile: 38 bucăți
- autobuze: 2 buc.
- tractoare: 3 buc.
- motociclete cu ataș: 4 buc.
- bicicletele: 17 bucăți.
- telefoane: 125 bucăți.
- radiouri: 1 buc.
- cabluri de telefon
- locomotive: 141 bucăți
- platforme: 45 bucăți
- rezervoare: 19 buc
- camionete: 2 buc
- 8 tone de ulei
- 36 de butoaie de conserve: 98600 cutii
- 40 de cutii de vin:
- 3,5 vagoane de fân
- 103 de cai de transport
- 1176 bovine carne de vită
- 60 ovine
- 220 porci
- 79 animale diverse